# Лекс Велдхойс
Александър Бастиаан Мартин „Лекс“ Велдхуис (роден на 29 декември 1983 г.) е холандски професионален покер играч и Туич стриймър от Влисинген, Холандия.

## История
Велдхойс е бивш StarCraft играч. По време на международно събитие той се среща с френския покер играч Бертранд Гроспелие. Гроспелие вдъхновява Лекс да започне да играе онлайн покер. През 2005 г. Гроспелие депозира първите $10 на Велдхойс в PokerStars.
По-късно той започва да играе и турнири на живо, но трудно свиква с бавното темпо. Онлайн, той има навика свикнал да играе бързо на няколко маси наведнъж. Той често се оплаквал от темпото на покера наживо. Той се среща с професионалния тенисист Рамон Слуйтър, който го съветва относно спортния манталитет. По-късно Велдхойс помага и наставлява приятелката на Слуйтър, Фатима Морейра де Мело, в нейната професионална покер кариера.
Велдхойс е елиминиран от главното събитие на Световните покер серии през 2009 г. на втория ден, след като завършва първия на високо позиция чрез блъфове с 84 000 чипа. Това в крайна сметка го се обръща срещу него и той приключва състезанието без да влезе в парите.
Лекс е член на професионалния отбор по онлайн покер на Pokerstars и излъчва турнири с високи/средни залози в PokerStars в платформата Twitch. Средно на месец той харчи по около $40,000 за вход на турнири. Той се смята за една от главните покер личност в индустрията. През 2020 г. Велдхойс завършва 15-и в Главното събитие на Световния шампионат по онлайн покер (SCOOP) на PokerStars, като печели $62,620. По време на това събитие неговото излъчване на живо е гледано от 58 799 зрители, рекорд за покер стриймърите.
Към януари 2021 г. печалбите му от покер на живо надхвърлят $600,000.